# Racks in the Middle
Racks in the Middle è un singolo del rapper statunitense Nipsey Hussle, pubblicato il 15 febbraio 2019 sulle etichette All Money In e Atlantic Records.
Il brano, che vede la partecipazione del rapper statunitense Roddy Ricch e del produttore musicale statunitense Hit-Boy, è stato candidato ai Grammy Awards 2020 nelle categorie di miglior canzone rap e miglior interpretazione rap, trionfando in quest'ultima.

## Video musicale
Il video musicale è stato reso disponibile il 22 febbraio 2019.

## Tracce
Testi e musiche di Ermias Asghedom, Chauncey Hollis Jr., Dustin James Corbett, Greg Allen Davis e Rodrick Moore.
Download digitale
1. Racks in the Middle (feat. Roddy Ricch & Hit-Boy) – 3:53

Download digitale – Dalico Remix
1. Racks in the Middle (Dalico Remix) – 3:33

## Formazione
Musicisti
- Nipsey Hussle – voce
- Roddy Ricch – voce aggiuntiva

Produzione
- Hit-Boy – produzione
- Corbett – co-produzione
- Gdav – co-produzione
- Dave Kutch – mastering
- David Kim – missaggio

## Successo commerciale
In seguito alla morte di Nipsey Hussle, Racks in the Middle è diventata una delle quattro canzoni del rapper a fare il proprio ingresso nella Billboard Hot 100 dopo aver incrementato le riproduzioni streaming del 508% a 16,5 milioni, esordendo in questo modo al 44º posto di tale classifica nella pubblicazione del 13 aprile 2019.

## Classifiche
| Classifica (2019) | Posizione massima |
| ----------------- | ----------------- |
| Canada            | 47                |
| Grecia            | 48                |
| Irlanda           | 70                |
| Lettonia          | 73                |
| Lituania          | 44                |
| Regno Unito       | 59                |
| Slovacchia        | 93                |
| Stati Uniti       | 26                |